# Troféu Jayme Cortez
Troféu Jayme Cortez é uma das categorias do Prêmio Angelo Agostini, premiação brasileira dedicada aos quadrinhos que é realizada pela Associação dos Quadrinhistas e Caricaturistas do Estado de São Paulo (AQC-ESP) desde 1985.

## História
Em 1987, foi entregue um troféu especial ao Sindicato dos Jornalistas de São Paulo pelo apoio às lutas dos quadrinistas. No ano seguinte, este troféu passou a se chamar oficialmente Troféu Jayme Cortez, em homenagem ao desenhista de mesmo nome que falecera no ano anterior. O objetivo desta categoria é homenagear pessoa ou instituição que tenha dado apoio ao quadrinho nacional no ano anterior ao da entrega do prêmio.
Com exceção do vencedor de 1987, que foi escolhido pela comissão organizadora do Angelo Agostini, os vencedores seguintes passaram a ser escolhidos por voto aberto, inicialmente para associados da AQC-ESP e associações de quadrinistas de outros estados e, depois de algumas edições, para quaisquer interessados, fossem profissionais ou leitores.
Na edição de 2004 foram excepcionalmente eleitos três vencedores para o Troféu Jayme Cortez. Foi a segunda vez que o evento ocorreu junto ao Fest Comix e, como no ano anterior, a comissão organizadora aproveitou o maior espaço e público para premiar categorias especiais e aumentar o número de vencedores em algumas categorias regulares.
A partir da edição de 2006, o envio das cédulas com os votos, que até então podia ser feita apenas pelo correio, passou a também ocorrer por e-mail. Uma nova mudança foi realizada na edição de 2013: os votos passaram a ser feitos diretamente no blog oficial da AQC-ESP, o que resultou em um grande aumento no número de votos (14.937 nesta edição contra um total que dificilmente passava de 500 nas anteriores).
Na edição de 2019, o prêmio teve pela primeira vez uma relação de indicados em cada categoria (até o ano anterior, a cédula de votação não trazia indicação de nomes, cabendo a cada votante escrever seu escolhido). A comissão organizadora do prêmio convidou diversos profissionais da área para a seleção dos indicados.
Devido à pandemia de COVID-19, o 36.º Prêmio Angelo Agostini, que deveria ter ocorrido em 2020, foi realizado em janeiro de 2021. Esse problema se manteve na edição seguinte, focada na produção de quadrinhos de 2020, mas que teve sua votação, em caráter de emergência, realizada no início de 2022. O cronograma foi regularizado ainda em 2022 com a realização da 38.ª edição do prêmio no segundo semestre.

## Vencedores
| Ano  | Vencedores                                         | Outros indicados | Notas                    |
| ---- | -------------------------------------------------- | --- | ------------------------ |
| 1987 | Sindicato dos Jornalistas de São Paulo             | Eleito pela comissão organizadora | [ 1 ] [ nota 1 ]         |
| 1988 | Marcatti                                           | Votação aberta, sem lista de indicados | [ 14 ]                   |
| 1989 | Jal e Gual                                         | Votação aberta, sem lista de indicados | [ 2 ] [ 15 ]             |
| 1990 | Franco de Rosa                                     | Votação aberta, sem lista de indicados | [ 2 ] [ 15 ]             |
| 1991 | Franco de Rosa                                     | Votação aberta, sem lista de indicados | [ 16 ] [ 2 ] [ 15 ]      |
| 1992 | Worney Almeida de Souza                            | Votação aberta, sem lista de indicados | [ 17 ] [ 2 ] [ 15 ]      |
| 1993 | Gibiteca Henfil                                    | Votação aberta, sem lista de indicados | [ 4 ] [ 2 ] [ 15 ]       |
| 1994 | Edgard Guimarães                                   | Votação aberta, sem lista de indicados | [ 18 ]                   |
| 1995 | Edgard Guimarães                                   | Votação aberta, sem lista de indicados | [ 19 ]                   |
| 1996 | Edgard Guimarães                                   | Votação aberta, sem lista de indicados | [ 20 ]                   |
| 1997 | Edgard Guimarães                                   | Votação aberta, sem lista de indicados | [ 21 ]                   |
| 1998 | Editora Metal Pesado                               | Votação aberta, sem lista de indicados | [ 22 ]                   |
| 1999 | Editora Bookmakers                                 | Votação aberta, sem lista de indicados | [ 23 ]                   |
| 2000 | Edgard Guimarães                                   | Votação aberta, sem lista de indicados | [ 24 ]                   |
| 2001 | Edgard Guimarães                                   | Votação aberta, sem lista de indicados | [ 25 ]                   |
| 2002 | Editora Opera Graphica                             | Votação aberta, sem lista de indicados | [ 26 ]                   |
| 2003 | Editora Opera Graphica                             | Votação aberta, sem lista de indicados | [ 27 ]                   |
| 2004 | André Diniz                                        | Votação aberta, sem lista de indicados | [ 5 ]                    |
| 2004 | Sidney Gusman                                      | Votação aberta, sem lista de indicados | [ 5 ]                    |
| 2004 | Editora Opera Graphica                             | Votação aberta, sem lista de indicados | [ 5 ]                    |
| 2005 | Roberto Guedes                                     | Votação aberta, sem lista de indicados | [ 28 ]                   |
| 2006 | Bigorna.net                                        | Votação aberta, sem lista de indicados | [ 29 ]                   |
| 2007 | Edgard Guimarães                                   | Votação aberta, sem lista de indicados | [ 30 ]                   |
| 2008 | Eloyr Pacheco                                      | Votação aberta, sem lista de indicados | [ 31 ]                   |
| 2009 | Coletivo Quarto Mundo                              | Votação aberta, sem lista de indicados | [ 32 ]                   |
| 2010 | José Salles                                        | Votação aberta, sem lista de indicados | [ 33 ]                   |
| 2011 | José Salles                                        | Votação aberta, sem lista de indicados | [ 34 ]                   |
| 2012 | Festival Internacional de Quadrinhos               | Votação aberta, sem lista de indicados | [ 35 ]                   |
| 2013 | Gibicon                                            | Votação aberta, sem lista de indicados | [ 10 ]                   |
| 2014 | Sidney Gusman                                      | Votação aberta, sem lista de indicados | [ 36 ]                   |
| 2015 | Confraria do Gibi                                  | Votação aberta, sem lista de indicados | [ 37 ]                   |
| 2016 | Gibiteca de Santos                                 | Votação aberta, sem lista de indicados | [ 38 ]                   |
| 2017 | Ivan Freitas da Costa                              | Votação aberta, sem lista de indicados | [ 39 ]                   |
| 2018 | Fabio Tatsubô                                      | Votação aberta, sem lista de indicados | [ 40 ]                   |
| 2019 | Exposição "Quadrinhos" MIS / Ivan Freitas da Costa | - 5ª Jornadas Internacionais de Histórias em Quadrinhos (ECA-USP) - Aniversário de 26 anos da Gibiteca de Santos - Dia do Quadrinho Nacional (Biblioteca Zink, Campinas) - Documentário Fanzine Tchê: 30 Anos de Resistência - Fanzinada (Santo André) - Festival Guia dos Quadrinhos - Festival Internacional de Quadrinhos - HQ Fest (Indaiatuba) - Santos Criativa Festival Geek | [ 41 ] [ 42 ]            |
| 2020 | Butantã Gibicon                                    | - 3º HQ Fest Indaiatuba - Amazônia Comic Con (Belém) - Dia do quadrinho Nacional (Biblioteca Zink) - Fanzinada - Festival Guia dos Quadrinhos - IIIº Sketchcon ed. Criativo - Jornadas Internacionais de HQ (ECA-USP) - PerifaCon - Poc Con - Santos Comic Expo - Santos Criativa Festival Geek | [ 43 ] [ 44 ] [ nota 2 ] |
| 2021 | Revista Mina de HQ                                 | - Associação de Pesquisadores em Arte Sequencial (ASPAS) - Bienal de Quadrinhos de Curitiba On-line - Feira Miolo(s) On-line - FIQ em Casa - Narrativas Periféricas - Prêmio Le Blanc - Quarentena Con - Revista Expressa - Revista Plaf | [ 45 ] [ 46 ] [ nota 2 ] |
| 2022 | Alessandro Garcia Ministério dos Quadrinhos        | - Afonso Andrade [curador] - Edição de Artista: Aventuras do Anjo (editora Figura) [publicação] - G.I.B.I.S. (Cris Peter e Gustavo Peter) [documentário] - Gico HQ [canal de YouTube] - Graphic Books (editora Criativo e selo GRRR!) [publicação] - Guia dos Quadrinhos [site] - Quadrinhos do Brasil vol.1 (Heitor Pitombo / editora Heroica) [livro] - Revistas Calafrio e Mestres do Terror (editora Ink & Blood) [publicação] - TV Calafrio (Cassio Witt e Daniel Saks) [canal de YouTube] | [ 13 ]                   |
| 2023 | PerifaCon                                          | - Associação de Pesquisadores em Arte Sequencial - Butantã Gibicon (Sandro Merg) - Cyberjornadas Internacionais de Histórias em Quadrinhos - Fanzinada - Festival Internacional de Quadrinhos - Gibiteca Balão (Letícia Ferreira) - Gibiteca de Curitiba - Mina de HQ (Gabriela Borges) - Poc Con (Mário César e Rafael Bastos | [ 47 ]                   |